# Kees Rijvers
Kees Rijvers (Breda, 1926. május 27. – 2024. március 4.) válogatott holland labdarúgó, fedezet, edző, a holland válogatott szövetségi kapitánya (1981–1984).

## Pályafutása

### Klubcsapatban
1944 és 1950 között a NAC Breda, 1950 és 1953 között a francia Saint-Étienne, majd 1953 és 1955 között a Stade Français, 1955 és 1957 között újra a Saint-Étienne labdarúgója volt. 1957 és 1960 között a Feyenoord csapatában szerepelt. 1960-ban visszatért a Saint-Étiennehez, ahol 1962-ig játszott. 1962–63-ban a NAC Breda csapatában fejezte be az aktív labdarúgást. A Saint-Étienne csapatával egy-egy francia bajnoki címet és kupagyőzelmet ért el.

### A válogatottban
1946 és 1960 között 33 alkalommal szerepelt a holland válogatottban és tíz gólt szerzett. Részt vett az 1948-as londoni olimpián.

### Edzőként
1964 és 1966 között a Willem II segédedzőjeként tevékenykedett. 1966 és 1972 között az FC Twente, 1972 és 1980 között a PSV Eindhoven, 1980–81-ben a belga Beringen vezetőedzője volt. A PSV-vel három holland bajnoki címet és két kupagyőzelmet ért el. Az 1977–78-as idényben UEFA-kupa-győztes lett a csapattal.
1981 és 1984 között a holland válogatott szövetségi kapitánya volt. Az 1982-es világbajnokságra és az 1984-es Európa-bajnokságra sem sikerült kvalifikálnia a válogatottat. Az 1984. október 17-i rotterdami magyar válogatott elleni 2–1-es vereséggel végződő vb-selejtező után menesztették posztjáról.
1986 és 1989 között az FC Twente technikai igazgatójaként, 1994–95-ben a PSV Eindhoven vezetőedzőjeként dolgozott.

## Sikerei, díjai

### Játékosként
Saint-Étienne
- Francia bajnokság (Ligue 1)
  - bajnok: 1956–57
- Francia kupa (Coupe de France)
  - győztes: 1962

### Edzőként
- Rinus Michels-díj (2004)

 PSV Eindhoven
- Holland bajnokság (Eredivisie)
  - bajnok (3): 1974–75, 1975–76, 1977–78
- Holland kupa (KNVB Beker)
  - győztes (2): 1974, 1976
- UEFA-kupa
  - győztes: 1977–78

## Statisztika

### Mérkőzései a holland válogatottban
| Hollandia | Hollandia            | Hollandia                                   | Hollandia        | Hollandia | Hollandia  | Hollandia              | Hollandia | Hollandia |
| #         | Dátum                | Helyszín                                    | Hazai            | Eredmény  | Vendég     | Kiírás                 | Gólok     | Esemény   |
| --------- | -------------------- | ------------------------------------------- | ---------------- | --------- | ---------- | ---------------------- | --------- | --------- |
| 1.        | 1946. március 10.    | Luxembourg                                  | Luxemburg        | 2 – 6     | Hollandia  | barátságos             | 1         | 47'       |
| 2.        | 1946. május 12.      | Amszterdam, Olimpiai Stadion                | Hollandia        | 6 – 3     | Belgium    | barátságos             | 1         | 69'       |
| 3.        | 1946. május 30.      | Antwerpen, Bosuilstadion                    | Belgium          | 2 – 2     | Hollandia  | barátságos             | -         |           |
| 4.        | 1947. április 7.     | Amszterdam, Olimpiai Stadion                | Hollandia        | 2 – 1     | Belgium    | barátságos             | -         |           |
| 5.        | 1947. május 4.       | Antwerpen, Bosuilstadion                    | Belgium          | 1 – 2     | Hollandia  | barátságos             | -         |           |
| 6.        | 1947. május 26.      | Colombes, Yves-du-Manoir Olimpiai Stadion   | Franciaország    | 4 – 0     | Hollandia  | barátságos             | -         |           |
| 7.        | 1947. szeptember 21. | Amszterdam, Olimpiai Stadion                | Hollandia        | 6 – 2     | Svájc      | barátságos             | 2         | 57' 80'   |
| 8.        | 1948. március 14.    | Antwerpen, Bosuilstadion                    | Belgium          | 1 – 1     | Hollandia  | barátságos             | -         |           |
| 9.        | 1948. április 18.    | Rotterdam, Feijenoord Stadion               | Hollandia        | 2 – 2     | Belgium    | barátságos             | -         |           |
| 10.       | 1948. május 26.      | Oslo, Ullevaal Stadion                      | Norvégia         | 1 – 2     | Hollandia  | barátságos             | -         |           |
| 11.       | 1948. június 9.      | Amszterdam, Olimpiai Stadion                | Hollandia        | 1 – 0     | Svédország | barátságos             | -         |           |
| 12.       | 1948. július 26.     | Portsmouth, Fratton Park (GBR)              | Hollandia        | 3 – 1     | Írország   | olimpiai selejtező     | -         |           |
| 13.       | 1948. július 31.     | London, Arsenal Stadion                     | Nagy-Britannia   | 4 – 3     | Hollandia  | olimpia – első forduló | -         |           |
| 14.       | 1948. november 21.   | Antwerpen, Bosuilstadion                    | Belgium          | 1 – 1     | Hollandia  | barátságos             | -         |           |
| 15.       | 1949. március 13.    | Amszterdam, Olimpiai Stadion                | Hollandia        | 3 – 3     | Belgium    | barátságos             | -         |           |
| 16.       | 1950. április 16.    | Antwerpen, Bosuilstadion                    | Belgium          | 2 – 0     | Hollandia  | barátságos             | -         |           |
| 17.       | 1950. június 8.      | Stockholm, Råsunda Stadion                  | Svédország       | 4 – 1     | Hollandia  | barátságos             | -         |           |
| 18.       | 1950. június 11.     | Helsinki, Olimpiai Stadion                  | Finnország       | 4 – 1     | Hollandia  | barátságos             | -         |           |
| 19.       | 1950. október 15.    | Bázel, St. Jakob stadion                    | Svájc            | 7 – 5     | Hollandia  | barátságos             | 1         | 46'       |
| 20.       | 1957. szeptember 11. | Rotterdam, Feijenoord Stadion               | Luxemburg        | 2 – 5     | Hollandia  | vb-selejtező           | 1         | 54'       |
| 21.       | 1957. szeptember 25. | Amszterdam, Olimpiai Stadion                | Hollandia        | 1 – 1     | Ausztria   | vb-selejtező           | -         |           |
| 22.       | 1959. április 19.    | Amszterdam, Olimpiai Stadion                | Hollandia        | 2 – 2     | Belgium    | barátságos             | -         |           |
| 23.       | 1959. május 10.      | Isztambul                                   | Törökország      | 0 – 0     | Hollandia  | barátságos             | -         |           |
| 24.       | 1959. május 13.      | Szófia, Levszki Stadion                     | Bulgária         | 3 – 2     | Hollandia  | barátságos             | -         |           |
| 25.       | 1959. május 27.      | Amszterdam, Olimpiai Stadion                | Hollandia        | 1 – 2     | Skócia     | barátságos             | -         |           |
| 26.       | 1959. október 4.     | Rotterdam, Feijenoord Stadion               | Hollandia        | 9 – 1     | Belgium    | barátságos             | 1         | 2'        |
| 27.       | 1959. november 4.    | Rotterdam, Feijenoord Stadion               | Hollandia        | 7 – 1     | Norvégia   | barátságos             | 1         | 30'       |
| 28.       | 1960. április 3.     | Amszterdam, Olimpiai Stadion                | Hollandia        | 4 – 2     | Bulgária   | barátságos             | -         |           |
| 29.       | 1960. április 24.    | Antwerpen, Bosuilstadion                    | Belgium          | 2 – 1     | Hollandia  | barátságos             | 1         | 15'       |
| 30.       | 1960. május 18.      | Zürich, Letzigrund                          | Svájc            | 3 – 1     | Hollandia  | barátságos             | 1         | 6'        |
| 31.       | 1960. június 26.     | Mexikóváros, Estadio Olímpico Universitario | Mexikó           | 3 – 1     | Hollandia  | barátságos             | -         |           |
| 32.       | 1960. június 29.     | Willemstad, Rif Stadion                     | Holland Antillák | 0 – 0     | Hollandia  | barátságos             | -         |           |
| 33.       | 1960. július 3.      | Paramaribo, Suriname Stadion                | Suriname         | 3 – 4     | Hollandia  | barátságos             | -         |           |
|           | Összesen             |                                             |                  | 33        | mérkőzés   |                        | 10        | gól       |

### Mérkőzései holland szövetségi kapitányként
| Hollandia | Hollandia            | Hollandia                              | Hollandia     | Hollandia | Hollandia     | Hollandia    | Hollandia | Hollandia |
| #         | Dátum                | Helyszín                               | Hazai         | Eredmény  | Vendég        | Kiírás       | Gólok     | Esemény   |
| --------- | -------------------- | -------------------------------------- | ------------- | --------- | ------------- | ------------ | --------- | --------- |
| 1.        | 1981. március 25.    | Rotterdam, Feijenoord Stadion          | Hollandia     | 1 – 0     | Franciaország | vb-selejtező | -         |           |
| 2.        | 1981. április 29.    | Nicosia, Makário Stadion               | Ciprus        | 0 – 1     | Hollandia     | vb-selejtező | -         |           |
| 3.        | 1981. szeptember 1.  | Zürich, Hardturm stadion               | Svájc         | 2 – 1     | Hollandia     | barátságos   | -         |           |
| 4.        | 1981. szeptember 9.  | Rotterdam, Feijenoord Stadion          | Hollandia     | 2 – 2     | Írország      | vb-selejtező | -         |           |
| 5.        | 1981. október 14.    | Rotterdam, Feijenoord Stadion          | Hollandia     | 3 – 0     | Belgium       | vb-selejtező | -         |           |
| 6.        | 1981. november 18.   | Párizs, Parc des Princes               | Franciaország | 2 – 0     | Hollandia     | vb-selejtező | -         |           |
| 7.        | 1982. március 23.    | Glasgow, Hampden Park                  | Skócia        | 2 – 1     | Hollandia     | barátságos   | -         |           |
| 8.        | 1982. április 14.    | Eindhoven, Philips Sportpark           | Hollandia     | 1 – 0     | Görögország   | barátságos   | -         |           |
| 9.        | 1982. május 25.      | London, Wembley Stadion                | Anglia        | 2 – 0     | Hollandia     | barátságos   | -         |           |
| 10.       | 1982. szeptember 1.  | Reykjavík, Laugardalsvöllur            | Izland        | 1 – 1     | Hollandia     | Eb-selejtező | -         |           |
| 11.       | 1982. szeptember 22. | Rotterdam, Feijenoord Stadion          | Hollandia     | 2 – 1     | Írország      | Eb-selejtező | -         |           |
| 12.       | 1982. november 10.   | Rotterdam, Feijenoord Stadion          | Hollandia     | 1 – 2     | Franciaország | barátságos   | -         |           |
| 13.       | 1982. december 19.   | Aachen, Tivoli Stadion (FRG)           | Málta         | 0 – 6     | Hollandia     | Eb-selejtező | -         |           |
| 14.       | 1983. február 16.    | Sevilla, Ramón Sánchez Pizjuan Stadion | Spanyolország | 1 – 0     | Hollandia     | Eb-selejtező | -         |           |
| 15.       | 1983. április 27.    | Utrecht, Stadion Galgenwaard           | Hollandia     | 0 – 3     | Svédország    | barátságos   | -         |           |
| 16.       | 1983. szeptember 7.  | Groningen, Stadion Oosterpark          | Hollandia     | 3 – 0     | Izland        | Eb-selejtező | -         |           |
| 17.       | 1983. szeptember 21. | Brüsszel, Heysel Stadion               | Belgium       | 1 – 1     | Hollandia     | barátságos   | -         |           |
| 18.       | 1983. október 12.    | Dublin, Dalymount Park                 | Írország      | 2 – 3     | Hollandia     | Eb-selejtező | -         |           |
| 19.       | 1983. november 16.   | Rotterdam, Feijenoord Stadion          | Hollandia     | 2 – 1     | Spanyolország | Eb-selejtező | -         |           |
| 20.       | 1983. december 17.   | Rotterdam, Feijenoord Stadion          | Hollandia     | 5 – 0     | Málta         | Eb-selejtező | -         |           |
| 21.       | 1984. március 14.    | Amszterdam, Stadion De Meer            | Hollandia     | 6 – 0     | Dánia         | barátságos   | -         |           |
| 22.       | 1984. október 17.    | Rotterdam, Feijenoord Stadion          | Hollandia     | 1 – 2     | Magyarország  | vb-selejtező | -         |           |
|           | Összesen             |                                        |               | –         | mérkőzés      |              | –         | gól       |